# Turdetans
Els turdetans (en llatí turdetani, en grec antic τουρδητανοί) eren el poble principal de la Hispània Bètica que van donar nom a la regió de Turdetània (Τουρδητανία) nom que Estrabó i Esteve de Bizanci utilitzen per anomenar la Bètica.

## Territori
La Turdetània abastava la vall del Guadalquivir des de l'Algarve fins a Sierra Morena ocupant la major part de l'actual Andalusia limitava amb la Bastetània, Oretània i la Carpetània, i va coincidir amb els antics territoris de la civilització de Tartessos.

## Característiques
Estrabó esmenta Turdetània com a terra rica en recursos marins i terrestres, banyada pel riu Betis, poblada pels turdetans o túrduls, que eren pobles diferents segons Plini el Vell i Polibi que situa als túrduls més al nord. Estrabó conta que tenien més de 200 ciutats citant-ne Corduba (Còrdova), Hispalis (Sevilla) i Gades (Cadis).
Eren la tribu hispana més civilitzada, cultivaven les ciències, tenien els seus poetes i historiadors i posseïen un codi de lleis escrit en forma mètrica, tot probablement derivat de la seva relació amb els fenicis i Tartessos. Es van romanitzar molt ràpidament i sempre es van mostrar oposats a la guerra. Els romans els van reconèixer el Ius Latii (dret llatí). Diodor de Sicília, Sili Itàlic i Estrabó descriuen alguns dels seus costums.